# Scopula subtracta
Scopula subtracta là một loài bướm đêm trong họ Geometridae.